# ハワイ州道51号線
ハワイ州道51号線（ハワイしゅうどうごじゅいちごうせん、英語: Hawaii Route 51）は、リフエのナウィリウィリ港にあるハワイ州道58号線交点からリフエ北部のハワイ州道56号線交点に達する、全長約5キロメートルの道路である。

## 路線
51号線はワアパ・ロードと58号線との交差点から始まり、ワアパ・ロードとして160メートルほど進んだのち、ララ・ロードとの交差点からライス・ストリートに入る。その後、51号線はライス・ストリートと分岐し、カプレ・ハイウェイに入る。カプレ・ハイウェイは1988年に空港の北側の最終区間が完成した。リフエ空港の近くでハワイ州道570号線と交差したのち北東方面へと進み、ハワイ州道56号線との交差点へ達する。

## 交差する道路
全線がカウアイ郡リフエに属する。
| km  | 行き先                                           | 備考                   |
| --- | ------------------------------------------------ | ---------------------- |
| 0.0 | ハワイ州道58号線 西方 （ナウィリウィリ・ロード） | 58号線南端、51号線南端 |
| 3.1 | ハワイ州道570号線、リフエ空港                    |                        |
| 5.6 | ハワイ州道56号線 （クヒオ・ハイウェイ）          | 51号線北端             |